# The Boondocks (serie animata)
The Boondocks è una serie televisiva animata statunitense del 2005, creata e sceneggiata da Aaron McGruder.
Basata sull'omonima striscia a fumetti del 1996, la serie si concentra su una famiglia nera disfunzionale, i Freeman, che si stabilisce nel sobborgo immaginario prevalentemente bianco di Woodcrest.
La serie è stata trasmessa per la prima volta negli Stati Uniti su Adult Swim dal 6 novembre 2005 al 23 giugno 2014, per un totale di 55 episodi ripartiti su quattro stagioni. Un adattamento italiano della serie è stato trasmesso su MTV e Comedy Central dal 23 novembre 2006 al 12 maggio 2008, dove sono state trasmesse le prime due stagioni, per un totale di 30 episodi. Le ultime due stagioni sono inedite.
Il 12 giugno 2019, è stato annunciato che la Sony Pictures Animation avrebbe prodotto un reboot della serie previsto per il 2020 con il coinvolgimento di McGruder. In seguito è stato annunciato che HBO Max aveva ripreso il reboot con un ordine di due stagioni composte da 12 episodi ciascuna. Il 2 febbraio 2022 è stato rivelato che lo sviluppo era stato annullato e che il progetto era stato accantonato.

## Trama
La serie dipinge con tratti satirici la società americana in relazione alla cultura afroamericana. Tratta le vicende dei Freeman, una famiglia che vive nella tranquilla cittadina bianca di Woodcrest. I protagonisti sono Robert Jebediah Freeman e i suoi due nipoti Huey e Riley Freeman, rispettivamente di 10 e 8 anni.

## Episodi
| Stagione         | Episodi | Prima TV USA | Prima TV Italia |
| ---------------- | ------- | ------------ | --------------- |
| Prima stagione   | 15      | 2005-2006    | 2006-2007       |
| Seconda stagione | 15      | 2007-2008    | 2008            |
| Terza stagione   | 15      | 2010         | inedita         |
| Quarta stagione  | 10      | 2014         | inedita         |

## Personaggi e doppiatori

### Personaggi principali
- Huey Freeman (stagioni 1-4), voce originale di Regina King, italiana di Laura Latini.
Huey è il maggiore dei due fratellini Freeman. Nonostante l'età (10 anni) è un ottimo pensatore relativamente a temi come la politica, la religione, i media, e la cultura afroamericana. La sua arma è dunque la parola, adoperata ad arte per esprimere il suo pensiero con frasi taglienti che mai ci si aspetterebbero da un decenne. Le sue idee sono spesso discutibili e non esita a mostrare antipatia verso i bianchi. Inoltre, sembra conoscere a dovere diversi colpi di kung-fu, assieme la raffinata arte del nunchaku. Il nome è ripreso da quello di Huey P. Newton, cofondatore del Black Panter Party nel 1966.
- Riley Freeman (stagioni 1-4), voce originale di Regina King, italiana di Laura Latini.
Riley incarna lo stereotipo della gioventù violenta del ghetto, nonostante l'età. Molto più "materiale" di Huey, aspira a un lifestyle del tipo gangsta, thug life o come dir si voglia. È ossessionato dalle gesta dei suoi eroi, ovvero rapper quali Gangstaliciuos, Thugnificent e R. Kelly. A differenza di Huey, Riley è quello più avventato e ingenuo. Spesso quello che fa gli si ritorce contro non pensando alle conseguenze, facendolo finire spesso nei guai.
- Robert Jebediah "nonno" Freeman (stagioni 1-4), voce originale di John Witherspoon (stagioni 1-4), italiana di Saverio Moriones.
Dopo essere divenuto tutore legale di Riley e Huey, si trasferisce dalla caotica metropoli di Chicago al tranquillo sobborgo di Woodcrest. Ha un temperamento molto forte, e non esita ad adoperare la cintura dei pantaloni come arma impropria per punire i nipoti. Ha un debole per le belle donne, e la cosa gli procurerà non pochi guai. Possiede una pagina su MySpace, dove si presenta con lo pseudonimo di Mr. Bitches (lett. Mr. Zoccole). Non è risaputo se Robert sia il nonno materno o paterno di Huey e Riley.

## Produzione

### Ideazione e sviluppo

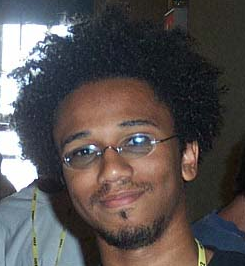
Aaron McGruder, creatore della serie animata The Boondocks e dell'omonima striscia a fumetti

The Boondocks nacque come fumetto di Hitlist.com, uno dei primi siti di musica online. La striscia in seguito entrò a far parte della rivista The Source. In seguito a questi adattamenti, il creatore Aaron McGruder iniziò a lanciare The Boondocks contemporaneamente sia come striscia a fumetti sia come serie televisiva animata. Il primo obiettivo fu raggiunto nell'aprile 1999, quando The Boondocks debuttò sui giornali.
Nel frattempo, lo sviluppo delle serie televisiva è continuato. McGruder e il regista cinematografico Reginald Hudlin, crearono un episodio pilota di The Boondocks per la Fox, ma riscontrarono grandi difficoltà nel rendere la serie accettabile per la televisione. Dopo l'accordo fallito con la Fox, Hudlin abbandonò il progetto, sebbene McGruder e Sony Television siano contrattualmente obbligati a continuare ad accreditarlo come produttore esecutivo. Mike Lazzo, vicepresidente di Adult Swim e produttore esecutivo di Aqua Teen Hunger Force e Space Ghost Coast to Coast, si imbatté nell'episodio pilota e lo dichiarò "troppo reticente". Quindi decise di ordinare una stagione di 15 episodi e disse a McGruder di "raccontare solo delle storie".
La serie ha un collegamento allentato con la continuità a fumetti, sebbene durante l'ultimo anno della striscia McGruder abbia cercato di sincronizzarli. Quindi introdusse lo Zio Ruckus nella striscia e la versione a fumetti dei capelli di Riley è stata trasformata in treccine per abbinare i capelli al personaggio della serie animata. Durante la prima stagione, nel marzo 2006, McGruder mise la striscia in una pausa temporanea di 6 mesi. La striscia non tornò il seguente novembre come affermato precedentemente e la Universal Press Syndicate annunciò la cancellazione.
La sigla iniziale utilizzata nella serie (remixata durante la seconda e terza stagione) venne eseguita dall'artista hip-hop Asheru.
La serie è stata prodotta in widescreen sin dall'inizio, tuttavia l'immagine è stata ritagliata per adattarsi alle proporzioni 4:3 al momento delle trasmissioni originali e delle repliche. Dalla terza stagione, la serie è stata prodotta in 16:9 e in alta definizione e presentata nelle sue proporzioni e risoluzione originali. Nel 2014 è stato annunciato che McGruder non sarebbe stato coinvolto nella quarta stagione della serie animata. Adult Swim dichiarò che "non è stato possibile stabilire un programma di produzione mutuamente accettabile".
Nel 2019, il doppiatore John Witherspoon ha confermato che la serie è in pre-produzione per una quinta stagione.
Il 2 febbraio 2022, viene annunciata la sospensione e probabile relativa cancellazione del reboot.

### Ambientazione
Anche se la posizione reale di Woodcrest non è mai stata rivelata, i sostenitori della teoria del South Side, a Chicago, ricollegano il sobborgo nella vita reale alla cittadina di Crestwood, in Illinois, oltre alla somiglianza tra i due nomi. La prima stagione presenta diversi punti di riferimento associabili a Chicago: uno skyline che mostra la Willis Tower, il Grant Park, gli edifici del Distretto Storico di Michigan Avenue e il Lago Michigan, oltre ad un sistema di trasporto pubblico rapido simile alla metropolitana locale. Altre prove conclusive sono presenti nell'episodio R. Kelly sotto processo, in cui Riley chiede al nonno di andare l'indomani a vedere il processo del rapper R. Kelly. Dopo il rifiuto del nonno, Riley risponde il tribunale dista solo 40 miglia. R. Kelly è nativo di Chicago e il suo processo è stato tenuto lì, dando ulteriori prove del fatto che The Boondocks sia di fatto ambientato nell'Illinois. Un altro riferimento a Chicago è la Martin Luther King Drive, una strada principale che attraversa South Chicago, menzionata nell'episodio Il ritorno del re. Inoltre, nell'episodio Il rapimento di Oprah, Ed Wuncler III, Gin Rummy e Riley vanno nello studio televisivo della conduttrice Oprah Winfrey nel tentativo di rapirla. L'Oprah Winfrey Show fu registrato presso gli Harpo Studios nel Near West Side di Chicago.
I sostenitori della teoria di Columbia, nel Maryland, citano altre prove, tra cui l'infanzia del creatore della serie Aaron McGruder, il cui padre lavorava presso il National Transportation Safety Board. Nei fumetti, il numero di cellulare di Huey ha un prefisso 443, che appartiene all'area metropolitana di Baltimora. Nell'episodio Ritorno a casa, i Freeman volano da casa a Chicago, dove hanno vissuto prima di trasferirsi a Woodcrest, per partecipare ad un funerale. Nell'episodio The Fried Chicken Flu, un giornalista su uno schermo televisivo di passaggio riporta l'effetto della malattia del cancro nello stato del Maryland. Inoltre, nell'episodio Pretty Boy Flizzy, un uomo fa riferimento ad un concerto imminente al Woodcrest Post Pavilion, il quale potrebbe essere un riferimento al noto anfiteatro Merriweather Post Pavilion della Columbia.

## Critica sociale

### Critica politica
The Boondocks commenta la politica americana da una prospettiva afroamericana. La serie raggiunge questo risultato usando la satira e affermazioni controverse, come ad esempio la battuta iniziale del primo episodio: "Ronald Reagan era il diavolo e il governo vi ha mentito sull'11 settembre". La serie ha anche fornito opinioni su argomenti come la risposta del governo americano all'uragano Katrina, alla guerra in Iraq e ad altri eventi politici controversi che hanno avuto luogo durante gli anni 2000. Alla domanda sulla serie e sugli approcci adottati che la rendono così controversa, il creatore della serie Aaron McGruder ha dichiarato: "Spero solo di espandere il dialogo e spero che la serie possa sfidare le persone a pensare a cose a cui normalmente non avrebbero pensato, o pensare su di esse in un modo molto diverso".

### Rilevanza culturale nera e critica
Tipicamente, la serie caratterizza le apparizioni di celebrità (cantanti, rapper, personaggi pubblici) all'interno della cultura popolare nera. Gli episodi presentano spesso camei, come nell'episodio Il rapimento di Oprah, che presenta le apparizioni di Oprah Winfrey, Maya Angelou e Bill Cosby. Altre apparizioni e parodie all'interno della serie includono R. Kelly sotto processo per accuse di molestie sessuali, l'incredulità di DMX quando ha raccontato della candidatura di Barack Obama in un'intervista ed un episodio che imitava il film Juice. La serie parodia anche le notizie famose, tra cui una trasmissione in cui una matricola alle superiori veniva chiamata "nigga" dal suo insegnante, il quale pensava che la parola fosse accettabile per l'uso. The Boondocks ricrea questo fatto con Riley e il suo insegnante.
La serie spesso sfida il comportamento e il modo di pensare degli afroamericani. Ha usato l'umorismo sardonico per insegnare lezioni e far riflettere la gente dal momento che era un fumetto, criticando il comportamento dei famosi afroamericani nei primi anni del 2000. Nell'episodio della prima stagione Il ritorno del re, un anziano Martin Luther King Jr. sopravvissuto al tentato assassinio del 1968 accusa di afroamericani di essere indolenti e inconsapevoli del contesto politico in cui vivono. Intervistato nel 2006 da Nightline, McGruder ha dichiarato: "Nell'episodio, King è critico nei confronti della nostra apatia e inattività... Abbiamo la colpa della nostra stessa apatia e inattività... Dobbiamo rifletterci ed essere onesti al riguardo".

### L'uso della parola "Nigga"
The Boondocks è noto per l'uso frequente della parola nigga, che è stata fonte di controversie durante tutto il corso della serie. Al riguardo McGruder ha affermato: "Penso che renda la serie sincera... la parola con la N è usata così comunemente ora, non solo da me stesso ma dalle persone che conosco, che ritengo sia falso girarci attorno e non usarla". In un articolo del 2005 con la ABC News, McGruder ha affermato:" Questa non è la serie dei nigga... Vorrei solo espandere il dialogo ed evolvere oltre i soliti discorsi sulle razze che abbiamo avuto nel nostro paese negli ultimi 30 anni ".

## Accoglienza
The Boondocks ha ricevuto il plauso della critica. Nel gennaio 2006 è stato candidato come Miglior serie tv commedia al 37° NAACP Image Award, al fianco di The Bernie Mac Show, Tutti odiano Chris, Girlfriends e Half & Half. La serie ha vinto un Peabody Award nel 2006 per l'episodio Il ritorno del re. La prima stagione ha ottenuto recensioni positive, con un punteggio di 72 su 100 su Metacritic, basato su 21 recensioni. IGN l'ha definita la 94ª migliore serie animata di sempre, descrivendola come uno sguardo acuto sulla società americana.
Il critico Jeffrey M. Anderson del San Francisco Examiner ha dichiarato: "Ogni episodio è realizzato meravigliosamente, con un occhio di riguardo sulle visioni lussureggianti e ombrose e un ritmo pulsante come il jazz... la serie è quasi sempre divertente, coerente e brillante e, meglio di tutti, compulsivamente guardabile".
Mike Hale del New York Times ha considerato The Boondocks tra i migliori show televisivi del 2010, citando l'episodio Pause come una satira "dolorosamente divertente" di Tyler Perry interpretato come un attore superstar e leader di un culto omoerotico. Nel 2013, IGN ha inserito The Boondocks alla posizione numero 17 nella loro lista delle 25 serie animate per adulti.

### Critica e controversie
The Boondocks è stato oggetto frequente di controversie fin dal suo debutto a fumetti nel 1999. Secondo ABC News: "I fan e i critici di The Boondocks amavano e odiavano la striscia per gli stessi motivi: il suo umorismo all'avanguardia e imprevisto, a volte impopolare, opinioni su varie questioni, tra cui la razza, la politica, la guerra al terrorismo e gli attacchi dell'11 settembre". Numerosi sbocchi prevedevano che la serie avrebbe incontrato controversie prima del suo debutto in televisione nel novembre 2005, a causa dell'uso ricorrente della parola negro. Secondo un articolo del Washington Post, i riferimenti a Rosa Parks sono stati rimossi da uno dei primi episodi completati della serie entro una settimana dalla sua morte. Nel 2006, il reverendo Al Sharpton ha protestato contro l'episodio Il ritorno del re, a causa dell'utilizzo del termine "nigga" da parte di Martin Luther King, affermando: "la Cartoon Network deve scusarsi e impegnarsi anche a rimuovere gli episodi che dissacrano le figure storiche nere". Cartoon Network ha dichiarato in risposta alla difesa di McGruder: "Pensiamo che Aaron McGruder abbia escogitato un modo stimolante per non mostrare solo il coraggio di Dott. King, ma anche di ricordarci di cosa si è battuto e lottato e perché ancora oggi è importante per tutti noi ricordarlo e continuare ad agire". L'episodio è stato successivamente premiato con un Peabody Award per essere stato "un episodio particolarmente audace".
Durante la seconda stagione di The Boondocks, due episodi sono stati rimossi dalla trasmissione senza alcuna parola ufficiale dalla rete. Originariamente previsti per il 16 novembre e il 17 dicembre, Lo sciopero della fame e Zio Ruckus Show erano entrambi degli episodi molto critici nei confronti di Debra L. Lee, fondatrice e amministratore delegato del canale BET. Una clip esclusiva de Lo sciopero della fame è pubblicata da HipHopDX.com alla fine di gennaio 2008, prima che entrambi gli episodi venissero inclusi per intero nell'edizione del DVD della seconda stagione quell'estate. Una fonte anonima vicina allo show ha detto ad HipHopDX.com di aver sentito che BET aveva esercitato pressioni sulla Sony (lo studio dietro The Boondocks) per vietare gli episodi e minacciare azioni legali. La Cartoon Network ha dichiarato pubblicamente che "...né Turner né Adult Swim sono stati contattati da BET, Ms. Lee o Mr. Hudlin". Tuttavia, la società madre di BET, Viacom, ha minacciato azioni legali contro Sony se tali episodi fossero stati trasmessi negli Stati Uniti. I due episodi sono stati trasmessi successivamente su Teletoon at Night, in Canada.
Secondo quanto riferito dai media, Tyler Perry si è infuriato per la sua rappresentazione nell'episodio Pause della terza stagione, trasmesso per la prima volta nel giugno 2010, sebbene ufficialmente non abbia dato alcuna risposta. L'episodio vede protagonista Winston Jerome, una parodia di Perry, un "leader travestito di un culto segreto, il cui l'amore per la fede cristiana è una maschera per la sua vera sessualità", in quello che il Los Angeles Times ha descritto come "una delle più acute critiche pubbliche di Perry". Poco dopo la trasmissione dell'episodio, Perry si mise in contatto con i dirigenti di Turner Broadcasting e "si lamentò rumorosamente" dell'episodio, minacciando di ripensare al suo rapporto con la compagnia. Nel 2010, la rivista Time nominò The Boondocks come il sesto dei dieci cartoni più controversi di tutti i tempi.

## Distribuzionehome video
In Italia la prima stagione uscì in un DVD box integrale senza censure (tre dischi) dalla Sony Pictures, l'11 novembre 2009, contenente inoltre scene eliminate, aneddoti e curiosità, commenti audio, Dietro Le Quinte, Storyboard e Tracce Rom. La seconda stagione è sprovvista di un'edizione DVD, pur essendo stata doppiata e trasmessa in televisione, a causa del successivo fallimento della Sony Entertainment Italia. Invece la terza e la quarta stagione sono inedite.
| Stagione         | Episodi in America | Episodi in Italia | Edizione originale | Edizione italiana |
| Stagione         | Episodi in America | Episodi in Italia | Uscita in America  | Uscita in Italia  |
| ---------------- | ------------------ | ----------------- | ------------------ | ----------------- |
| Prima stagione   | 15                 | 15                | 25 luglio 2006     | 11 novembre 2009  |
| Seconda stagione | 15                 | 15                | 10 giugno 2008     | N/A               |
| Terza stagione   | 15                 | N/A               | 9 novembre 2010    | N/A               |
| Quarta stagione  | 10                 | N/A               | 24 giugno 2014     | N/A               |

## Distribuzione

### Trasmissione internazionale
| Paese           | Canali                                             |
| --------------- | -------------------------------------------------- |
| USA             | Adult Swim                                         |
| Italia          | MTV, Comedy Central (ep. 1x1-2x15)                 |
| Francia         | MCM                                                |
| Canada          | Teletoon (ep. 1x1-2x15)                            |
| Canada          | Télétoon                                           |
| America Latina  | Sony Entertainment Television                      |
| Sudafrica       | Sony Entertainment Television, Sony Max            |
| Australia       | NITV (ep. 1x1-1x15), The Comedy Channel (ep. 2x1+) |
| Russia          | 2x2                                                |
| Repubblica Ceca | Animax                                             |
| Romania         | Animax                                             |
| Slovacchia      | Animax                                             |
| Ungheria        | Animax                                             |
| Germania        | Animax, ProSieben Fun                              |
| Polonia         | AXN                                                |
| Mondo arabo     | OSN                                                |